# زباب الزهور
زباب الزهور (باللاتينية: Crocidura floweri) هو نوع من الثدييات ينتمي لفصيلة الزبابات، يوجد في مصر، و موئله الطبيعي هو الأراضي الصالحة للزراعة. وهو مهدد بسبب تدمير البيئة الخاصة به. 